# Otto Klemperer
Otto Klemperer (n. 14 mai 1885, Breslau, Reich-ul German – d. 6 iulie 1973, Zürich, cantonul Zürich, Elveția) a fost un dirijor și compozitor german, evreu de naționalitate, emigrat după 1933 în Statele Unite. A fost unul din cei mai remarcabili dirijori ai secolului al XX-lea.
În anul 1937 a devenit cetățean american, iar în anul 1970 a ținut să adopte și cetățenia Israelului. În ultima parte a vieții a trăit în Elveția și a activat și în Ungaria, dar mai ales în Anglia. S-a făcut cunoscut mai cu seamă prin interpretarea repertoriului german, de la J.S.Bach, Händel, trecând prin Mozart, Beethoven și Mendelssohn. și până la Brahms, Wagner, Bruckner, apoi Mahler și Kurt Weill.

## Anii de copilărie și studii
Otto Klemperer s-a născut în 1885 la Breslau, azi Wroclaw, ca fiu al comerciantului evreu Nathan Klemperer,originar din Praga, și al soției sale, Ida născută Nathan, din Hamburg.   
Studiile muzicale, începute la Conservatoriul Dr. Hoch din Frankfurt pe Main le-a continuat la Berlin, la Conservatoriul Stern - pianul cu James Kwast, compoziția și arta dirijatului cu Hans Pfitzner. Kwast l-a luat cu el în cele trei instituții muzicale în care a lucrat si Klemeperer a susținut măi târziu că lui îi datora întreaga sa dezvoltare muzicală.
Si-a început cariera de dirijor în anul 1905 când a înlocuit cu succes un dirijor care se îmbolnăvise, într-o producție berlineză a operetei lui Offenbach „Orfeu în infern”. Tot în 1905 i s-a permis să dirijeze grupul de suflători din afara scenei (Fernorchester) în Simfonia a 2-a de Gustav Mahler sub bagheta lui Oscar Fried.Cu această ocazie a făcut cunoștință cu compozitorul,care i-a devenit prieten și l-a recomandat pentru postul de director de cor, și apoi din 1907 dirijor la Opera germană din Praga. Klemeperer făcuse în acea perioadă și o transcriere a Simfoniei a 2-a de Mahler pentru pian.
În 1910 l-a asistat pe Mahler la premiera Simfoniei a 8-a "A celor o Mie” a acestuia.

## Activitatea în Germania interbelică
Klemperer a ocupat apoi posturi noi de dirijor de operă - la Hamburg (1912-1910), la Bremen (1913-1912), la Opera din Strassburg,(1917-1914), Opera din Köln (1924-1917) și la cea din Wiesbaden.  Între 1927-1931  a fost dirijorul Operei Kroll din Berlin. În această calitate el s-a impus ca un promovator al muzicii noi, dirijând un număr de creații recente, precum „Amintiri din Casa Morților” de Leoš Janáček, „Așteptarea” (Erwartung) de Arnold Schoenberg, „Oedipus rex” de Igor Stravinsky și „Cardillac” de Paul Hindemith.

## În Statele Unite
După venirea lui Hitler la putere, rămas ca mulți intelectuali și artiști evrei fără lucru, a fost nevoit să părăsească Germania, ceea ce i-a salvat viața. Situația sa devenise precara, in ciuda faptului ca era convertit la creștinismul romano-catolic. Mai târziu în cursul vieții a revenit formal la religia mozaică.
Klempere a emigrat în Statele Unite, unde a devenit director muzical al Filarmonicii din Los Angeles. În 1937 a obținut cetățenia americană.La Los Angeles el s-a concentrat mai ales asupra interpretării lucrărilor majore ale repertoarului muzical german, care i-a adus cea mai mare faimă, mai cu seamă creațiile lui Beethoven, Brahms și Mahler.
A dirijat, între altele, și premierele din Los Angeles ale lucrărilor lui Arnold Schoenberg, care se afla și el în exil la Los Angeles. El a vizitat în perioada antebelică  mai multe țări, între care Marea Britanie și Australia. Adaptarea sa la viața în California de sud a cunoscut și dificultăți, mai ales din pricina crizelor de manie-depresie, boala psihică de care a suferit întreaga viață. S-a confruntat adesea și cu gusturile muzicale dominante și opiniile criticilor muzicali dătători de ton din Statele Unite, care în mare parte nu agreau modernismul importat din Republica de la Weimar, și simțea că nu era apreciat la propria lui valoare.
Klemperer spera să obțină un post permanent de dirijor la Filarmonica din New York sau la la cea din Philadelphia. Dar în anul 1936 nu a avut șansa, deoarece la Philadelphia,  Eugene Ormandy i-a succedat lui Leopold Stokowski, iar apoi la New York John Barbirolli și Artur Rodzinski își disputau succesiunea lui Arturo Toscanini, în defavoarea sa.  Angajarea sa  pe o perioadă de 14 săptămâni la Filarmonica din New York nu i-a fost reînnoită, spre marea lui supărare.
După ce a terminat în 1939 un sezon de vară  la pupitrul Filarmonicii din Los Angeles, Klemperer a vizitat Boston, unde i s-a diagnosticat o tumoare cerebrală. În urma rezecției tumorii a rămas cu o paralizie parțială.  A urmat o noua criză depresivă, în cursul căreia a fost internat. La un moment dat  s-a publicat în presă ca a fugit și că a fost dat dispărut. Fiind găsit  
în New Jersey, ziarul „Herald Tribune” i-au publicat fotografia arătându-l în dosul gratiilor.

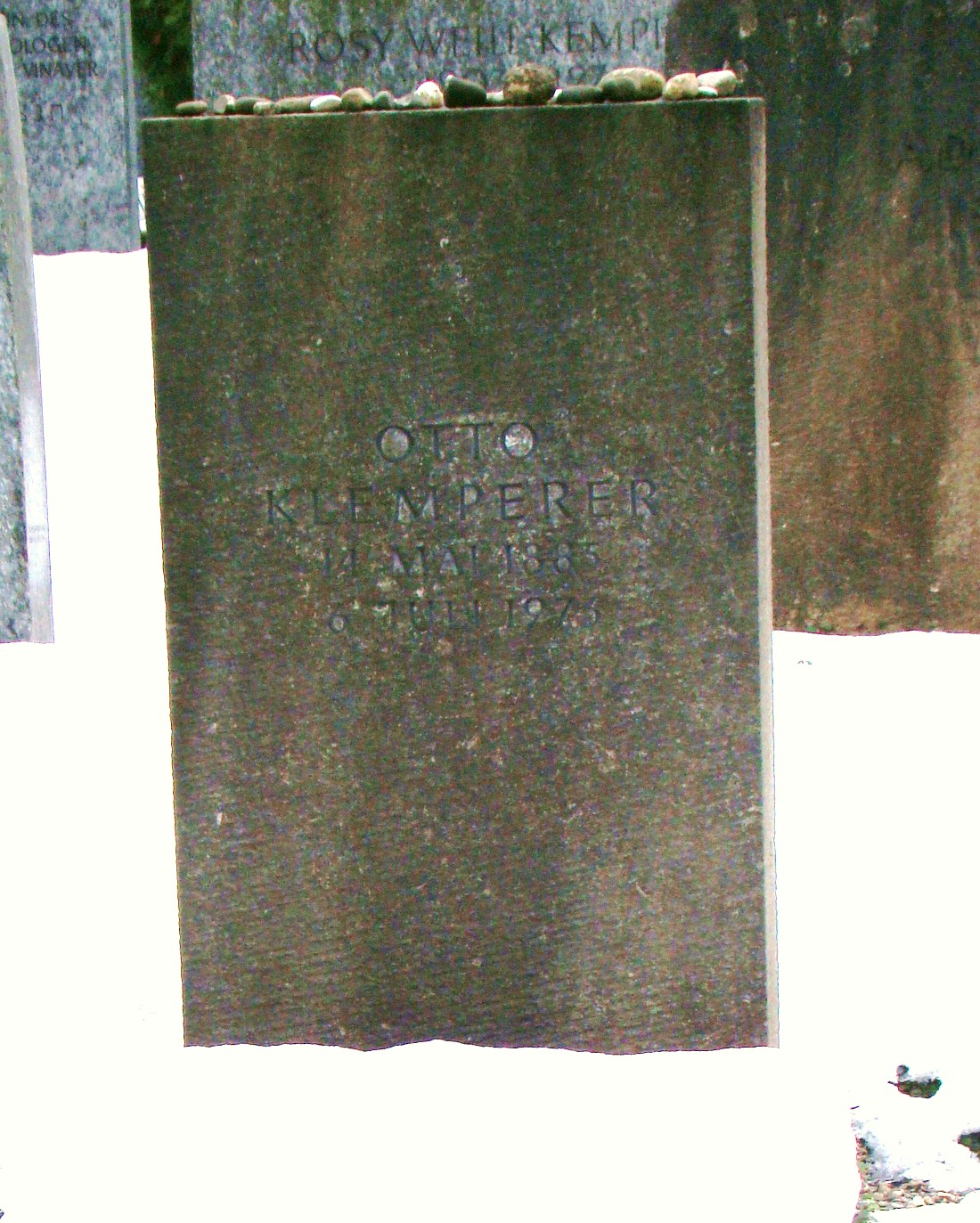
Mormântul lui Klemperer în cimitirul evreiesc Oberer Friesenberg din Zurich.

În aceste împrejurări și a pierdut postul de director muzical al Filarmonicii din Los Angeles, deși a mai condus această orchestrele simfonice americane, și înflorirea târzie a carierei sale s-a produs în alte țări.
După sfârșitul celui de-al Doilea Război Mondial Klemperer s-a întors în Europa pentru a lucra în anii 1947-1950 la Opera din Budapesta. Scârbit de adversitățile regimului comunist, el a devenit un dirijor itinerant, dirijând pe rând ca oaspete Orchestra Regal Daneză, Orchestra Simfonică Montreal, Orchestra Simfonică Radio Köln, Concertgebouw Orchestra și Philarmonia din Londra.